# Mokož
Mokož (znanstveno ime Rallus aquaticus) je ptič iz družine tukalic, ki gnezdi v zaraščenih mokriščih v večjem delu Evrope in Azije ter v Severni Afriki.

## Opis
Ima čokat trup s kratkim repom in dolgim vratom ter dolgim, ostrim in rahlo navzdol zakrivljenim kljunom. Spolov po operjenosti in telesnih merah ni mogoče zanesljivo ločiti. Odrasli mokoži merijo v dolžino 23 do 26 cm, od tega kljun 3 do 4,5 cm. So temne barve z izjemo belih podrepnih peres. Po zgornjem delu telesa so olivno rjave barve s črnimi pikami, po grlu, prsih in obrazu sivomodre, boki in prsa pa so črni z ozkimi belimi črtami. Kljun je živordeč spodaj in temen po zgornji strani ter na konici. Mladiči so svetlejši, z belo obarvanostjo grla in sredine prsi, po ostalem sprednjem delu pa rjavkasti in rahlo belo progasti.
Oglaša se z vrsto različnih zvokov, od katerih je najprepoznavnejše cviljenje, ki spominja na prašička. Je plašen ptič, ki se večino časa zadržuje med gostim rastjem. Je oportunističen vsejed, v glavnem pa se prehranjuje z nevretenčarji, kot so pijavke, razni črvi, polži in veliko različnih žuželk ter njihovih ličink. Loti se tudi manjših vretenčarjev (ptiči, ribe, sesalci), ki jih ubije sam ali poje kot mrhovino. Rastlinska hrana ima večjo vlogo jeseni in pozimi. Gnezditvena sezona traja od zgodnje pomladi oz. kasneje v severnejših predelih območja razširjenosti. Mokoži so monogamni in par intenzivno brani svoj teritorij v času gnezditve. Samo gnezdo večjidel zgradi samec rahlo nad nivojem vode, samica pa vanj izleže 6 do 11 jajc. Par se izmenjuje pri valjenju, ki traja okrog tri tedne. Mladiči so begavci, samostojni postanejo po nadaljnjih treh do štirih tednih.

## Habitat in razširjenost
Mokož gnezdi v gosto zaraščenih mokriščih s stoječo ali počasi tekočo vodo, ki je lahko sladka ali polslana. Pozimi se zadržuje v bolj raznolikih vlažnih habitatih, kot so goščave, zmrzal pa ga prežene v bolj odprte kraje, kot so jarki, odlagališča odpadkov in vrtovi.
Razširjen je po večini Evrazije, od Islandije in Britanskega otočja z nekaj presledki do Sibirije, Korejskega polotoka, Kitajske in severne Japonske. Proti jugu se območje razširjenosti razteza do Severne Afrike, Saudove Arabije in Turčija. Razširjenost v Aziji je slabo poznana. Avtohtona populacija na Islandiji je okrog leta 1965 izumrla zaradi izgube habitatov in vnosa ameriške norke, a se je mokož tja znova razširil z juga. Izguba habitatov ogroža tudi preostanek populacije, vendar vrsta zaradi zelo velikega območja razširjenosti in številčnosti v svetovnem merilu ne velja za ogroženo.
V Sloveniji je najpogostejši v obalnem pasu, na Ljubljanskem barju in na severovzhodu države. Pozimi se umakne iz tistih predelov, kjer voda povsem zamrzne. V splošnem velja za redkega gnezdilca, ki je močno ogrožen zaradi izsuševanja mokrišč, čiščenja brežin, sprememb vodnega režima ipd.

## Etimologija
Ime mokoža poleg imena druge močvirske ptice mokožke (grahaste tukalice) nekateri povezujejo s slovansko boginjo Mokoš, vsi ti izrazi pa naj bi izhajali iz slovanskega korena *mok v pomenu »moker, vlažen«.